# Barnaul
Barnaul (în rusă Барнаул) este cel mai mare oraș și centrul administrativ al Ținutului Altai, în sud-vestul Siberiei, Rusia, orașul este poziționat pe confluența râurilor Barnaulka și Obi, în Câmpia Siberiei de Vest. Conform unei estimări din 2024, Barnaul are o populație de 620.419 de locuitori, plasând orașul pe locul 21 din țară și pe locul 4 din Districtul Federal Siberian.

Datorită poziției sale în sudul Siberiei de vest, pe malul stâng al fluviului Obi, Barnaul este un important centru de transport, industrie, cultură și educație al Siberiei. Barnaul a fost fondat de bogata familie Demidov, care intenționa să dezvolte producția de cupru și argint, care a continuat după ce fabricile au fost preluate de Coroană. Barnaul a devenit un centru major de producție de argint în Rusia și a primit statutul de oraș în 1771.

## Geografie
Barnaul este situat în zona de silvostepă din Câmpia Siberiei de Vest.  
Granița cu Kazakhstan este 345 km (210 mile) distanță de sudul orașului, asta face ca Barnaul să fie cel mai apropiat oraș major de Munții Altai. Totodată, este situat relativ de aproape de granița Rusiei cu Mongolia și China.

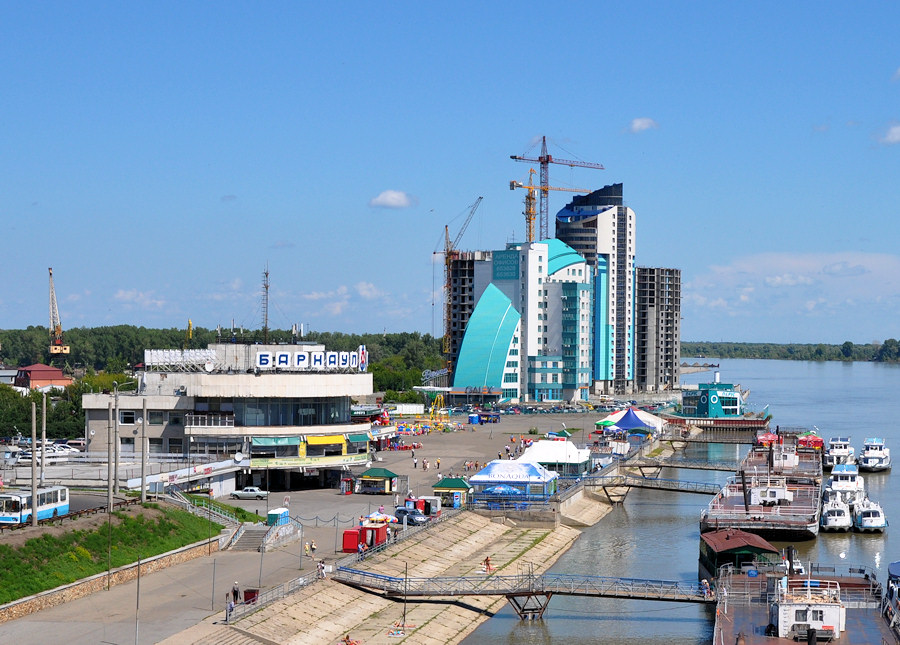
Fluviul Obi în Barnaul

## Climă
Clima umedă continentală al orașului este definită de poziția sa geografică, în silvostepa Siberiană.
Barnaul, trece prin ierni lungi, cu o temperatură medie de −15,5 °C (4,1 °F) în Ianuarie, dar trece și prin veri scurte și blânde, cu o temperatură medie de 19,9 °C (67,8 °F) în Iulie.
Temperaturile pot varia până în valori extreme de −45 °C (−49 °F) iarna, până la peste 35 °C (95 °F) vara.
Clima este relativ uscată, cu precipitații de 433 mm (17 in) pe an, 75% din precipitații iau loc în cel mai cald anotimp al regiunii.
Asta înseamnă că depuneri de zăpadă din regiune sunt moderate, în ciuda temperaturilor reci.
| Date climatice pentru Barnaul (1991–2020, extreme 1838–prezent) | Date climatice pentru Barnaul (1991–2020, extreme 1838–prezent) | Date climatice pentru Barnaul (1991–2020, extreme 1838–prezent) | Date climatice pentru Barnaul (1991–2020, extreme 1838–prezent) | Date climatice pentru Barnaul (1991–2020, extreme 1838–prezent) | Date climatice pentru Barnaul (1991–2020, extreme 1838–prezent) | Date climatice pentru Barnaul (1991–2020, extreme 1838–prezent) | Date climatice pentru Barnaul (1991–2020, extreme 1838–prezent) | Date climatice pentru Barnaul (1991–2020, extreme 1838–prezent) | Date climatice pentru Barnaul (1991–2020, extreme 1838–prezent) | Date climatice pentru Barnaul (1991–2020, extreme 1838–prezent) | Date climatice pentru Barnaul (1991–2020, extreme 1838–prezent) | Date climatice pentru Barnaul (1991–2020, extreme 1838–prezent) | Date climatice pentru Barnaul (1991–2020, extreme 1838–prezent) |
| Luna                                                            | Ian                                                             | Feb                                                             | Mar                                                             | Apr                                                             | Mai                                                             | Iun                                                             | Iul                                                             | Aug                                                             | Sep                                                             | Oct                                                             | Nov                                                             | Dec                                                             | Anual                                                           |
| --------------------------------------------------------------- | --------------------------------------------------------------- | --------------------------------------------------------------- | --------------------------------------------------------------- | --------------------------------------------------------------- | --------------------------------------------------------------- | --------------------------------------------------------------- | --------------------------------------------------------------- | --------------------------------------------------------------- | --------------------------------------------------------------- | --------------------------------------------------------------- | --------------------------------------------------------------- | --------------------------------------------------------------- | --------------------------------------------------------------- |
| Maxima medie °C (°F)                                            | −11.4 (11,5)                                                    | −7.8 (18)                                                       | 0.2 (32,4)                                                      | 11.5 (52,7)                                                     | 20.2 (68,4)                                                     | 24.8 (76,6)                                                     | 26.3 (79,3)                                                     | 24.5 (76,1)                                                     | 17.6 (63,7)                                                     | 9.6 (49,3)                                                      | −2.2 (28)                                                       | −8.8 (16,2)                                                     | 8,7 (47,7)                                                      |
| Media zilnică °C (°F)                                           | −16.2 (2,8)                                                     | −13.6 (7,5)                                                     | −5.7 (21,7)                                                     | 5.0 (41)                                                        | 12.9 (55,2)                                                     | 18.2 (64,8)                                                     | 19.9 (67,8)                                                     | 17.6 (63,7)                                                     | 11.0 (51,8)                                                     | 4.0 (39,2)                                                      | −6.2 (20,8)                                                     | −13.1 (8,4)                                                     | 2,8 (37)                                                        |
| Minima medie °C (°F)                                            | −20.7 (−5.3)                                                    | −18.7 (−1.7)                                                    | −10.9 (12,4)                                                    | −0.3 (31,5)                                                     | 6.4 (43,5)                                                      | 12.0 (53,6)                                                     | 14.2 (57,6)                                                     | 11.8 (53,2)                                                     | 5.6 (42,1)                                                      | −0.2 (31,6)                                                     | −9.9 (14,2)                                                     | −17.6 (0,3)                                                     | −2,4 (27,7)                                                     |
| Minima istorică °C (°F)                                         | −48.2 (−54.8)                                                   | −46.1 (−51.0)                                                   | −38.9 (−38.0)                                                   | −27.6 (−17.7)                                                   | −8.8 (16,2)                                                     | −1.2 (29,8)                                                     | 2.9 (37,2)                                                      | 0.0 (32)                                                        | −7.8 (18)                                                       | −27 (−16.6)                                                     | −42.8 (−45.0)                                                   | −43.9 (−47.0)                                                   | −48,2 (−54,8)                                                   |
| Precipitații mm (inches)                                        | 23 (0.91)                                                       | 18 (0.71)                                                       | 19 (0.75)                                                       | 28 (1.1)                                                        | 41 (1.61)                                                       | 54 (2.13)                                                       | 72 (2.83)                                                       | 45 (1.77)                                                       | 36 (1.42)                                                       | 35 (1.38)                                                       | 40 (1.57)                                                       | 32 (1.26)                                                       | 443 (17,44)                                                     |
| Umiditate [%]                                                   | 78                                                              | 76                                                              | 74                                                              | 63                                                              | 55                                                              | 64                                                              | 70                                                              | 70                                                              | 69                                                              | 73                                                              | 79                                                              | 79                                                              | 71                                                              |
| Nr. mediu de zile ploioase                                      | 0.4                                                             | 1                                                               | 3                                                               | 12                                                              | 17                                                              | 16                                                              | 17                                                              | 15                                                              | 16                                                              | 14                                                              | 6                                                               | 1                                                               | 118                                                             |
| Nr. mediu de zile cu ninsoare                                   | 22                                                              | 20                                                              | 16                                                              | 9                                                               | 2                                                               | 0.1                                                             | 0                                                               | 0                                                               | 1                                                               | 10                                                              | 18                                                              | 24                                                              | 122                                                             |
| Ore însorite                                                    | 77                                                              | 112                                                             | 178                                                             | 218                                                             | 272                                                             | 315                                                             | 320                                                             | 265                                                             | 199                                                             | 109                                                             | 75                                                              | 64                                                              | 2.204                                                           |
| Sursa nr. 1: Pogoda.ru.net                                      |                                                                 |                                                                 |                                                                 |                                                                 |                                                                 |                                                                 |                                                                 |                                                                 |                                                                 |                                                                 |                                                                 |                                                                 |                                                                 |
| Sursa nr. 2: NOAA (sun only, 1961–1990)                         |                                                                 |                                                                 |                                                                 |                                                                 |                                                                 |                                                                 |                                                                 |                                                                 |                                                                 |                                                                 |                                                                 |                                                                 |                                                                 |

## Scurt Istoric

### Istorie antică
Zona din jurul orașului a fost locuită de oameni moderni, neanderthalieni și denisoveni, timp de sute de mii de ani. S-au stabilit aici pentru a profita de confluența râurilor, folosite pentru transport și pescuit. La sfârșitul mileniilor î.Hr., localitatea a fost un centru de activitate pentru sciți și diverse popoare turcice

### Imperiul Rus
În timp ce 1730 este considerat data oficială a înființării lui Barnaul, prima sa mențiune datează din 1724, i s-a acordat statutul de oraș în 1771. Aleasă pentru apropierea sa de Munții Altai, bogate în minerale și pentru locația sa pe un râu important, a fost fondată de bogata familie Demidov. Soții Demidov au vrut să dezvolte cuprul în munți și, în curând, au găsit și depozite substanțiale de argint. În 1747, fabricile soților Demidov au fost preluate de Coroană. Barnaul a devenit centrul producției de argint al Imperiului Rus.
În 1914, Barnaul a fost locul celei mai mari revolte din Rusia în timpul  Primului Război Mondial. Au fost peste 100 de victime în urma luptei.
Maria Stepanovna Zudilova Tatuloff Zacharenko Gurdin (1908–1998) sa născut în acest oraș. Mai târziu a devenit mama actrițelor americane Natalie și Lana Wood. Tatăl ei, Stepan, a fost ucis în luptele de stradă din 1918 dintre albi și roșii după Revoluție. După aceea, mama ei a luat-o pe Mary și pe frații ei ca refugiați în Harbin, China. Mary s-a căsătorit cu Alexander Tatuloff acolo în 1925 și au avut împreună o fiică Olga. Mary a emigrat în cele din urmă în Statele Unite, unde a divorțat de Alexandru în 1936 și s-a căsătorit mai târziu cu Nicholas Zacharenko, din Ussuriisk și a avut două fiice cu el.

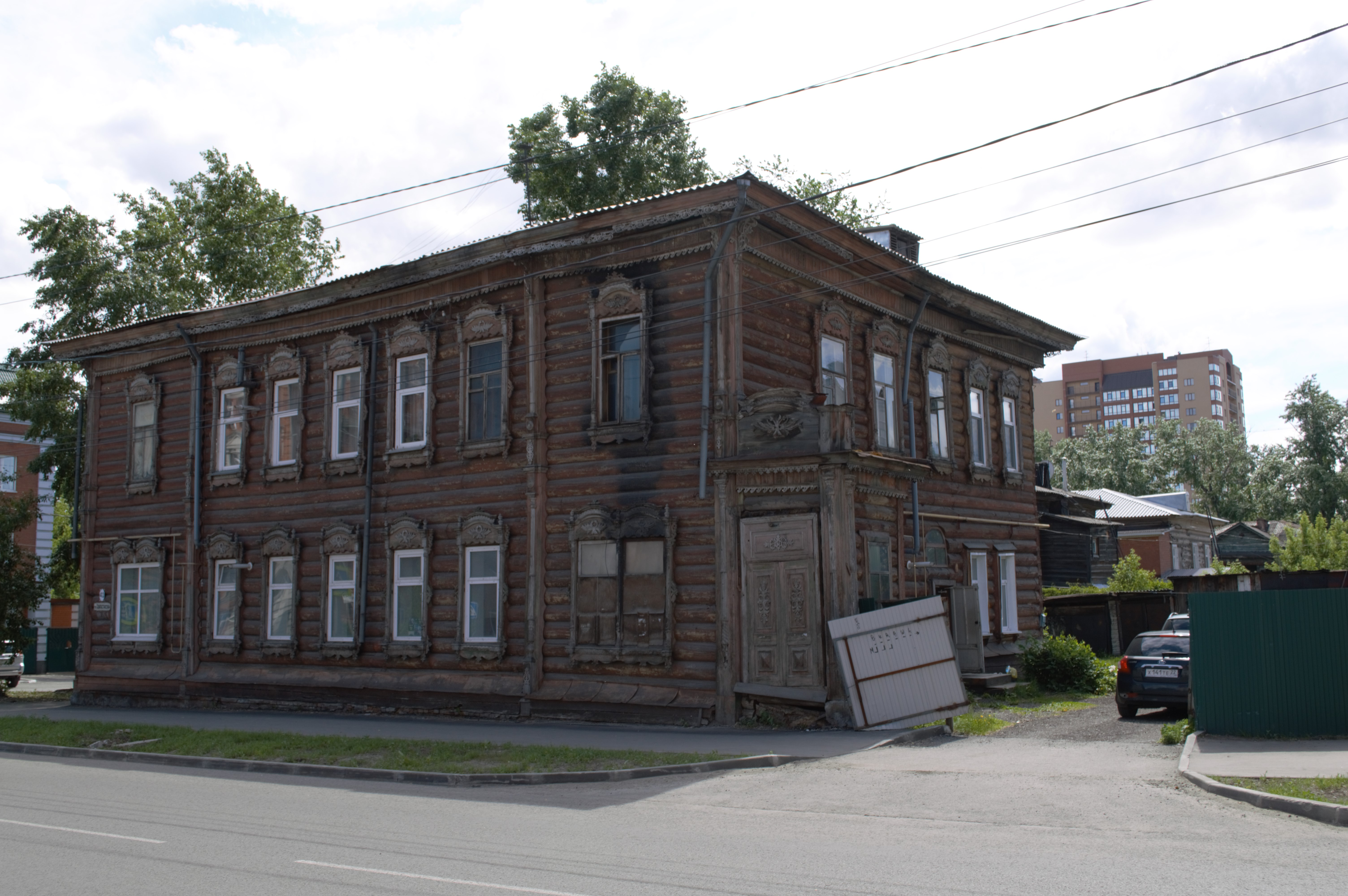
Casă istorică din Barnaul, construită cu lemn

### Al doilea Război Mondial
În timpul desfășurări al Doilea Război Mondial, este estimat că peste jumătate din munițiile ușoare folosite de Uniunea Sovietică au fost produse în Barnaul, făcând orașul un oraș important în război.

### Istorie Contemporană
În 2012, când li s-a refuzat locuitorilor din Barnaul permisul pentru un protest de stradă, aceștia au ocolit în mod ingenios restricția, organizând o demonstrație cu jucării precum ursuleți, figuri Lego și soldați de jucărie care țineau pancarte care denunțau corupția electorală. Fotografiile acestor figurine rebele s-au răspândit rapid în Rusia, determinându-i pe alții să repete protestul. Confruntat cu o dilemă incomodă, guvernul lui Putin a decis să interzică protestele jucăriilor, afirmând că jucăriile, nefiind cetățeni ruși, nu sunt eligibile pentru a participa la adunări publice, după cum a explicat un oficial guvernamental.

## Demografie

### Etnie
În 2021, Barnaul avea următoarea compoziție etnică: 
| Etnie      | Populație | Procent |
| ---------- | --------- | ------- |
| Ruși       | 492,285   | 95.9%   |
| Tadjici    | 2,701     | 0.5%    |
| Germani    | 2,644     | 0.5%    |
| Ucrainieni | 1,759     | 0.3%    |
| Armeni     | 1,668     | 0.3%    |
| Alte etnii | 12,398    | 2.4%    |

### Evoluția populației
- 1926: ||| 73.206 locuitori
- 1939: ||||| 148.162
- 1959: |||||||||| 305.046 locuitori
- 1970: |||||||||||||| 439.134 locuitori
- 1979: ||||||||||||||||| 533.262 locuitori
- 1989: |||||||||||||||||||| 601.811 locuitori
- 2002: |||||||||||||||||||| 600.749 locuitori
- 2010: |||||||||||||||||||| 612.401 locuitori
- 2021: ||||||||||||||||||||| 630.877 locuitori

## Economie
Barnaul este un important centru industrial al Siberiei de Vest. În oraș există peste 100 de întreprinderi industriale, care angajează aproximativ 120.000 de oameni. Industriile principale sunt industria motorinei și procesarea carbonului; precum și producția de mașinării grele, anvelope, mobilier și încălțăminte. Uzina de cartușe Barnaul, un important producător de muniție pentru arme de calibru mic, este situată în oraș.

## Transport
Transport feroviar
Barnaul este situat pe liniile de cale ferată din Siberia de Sud, Turk-Sib și Omsk-Barnaul.
Transport public
Barnaul dispune de transport public de Autobuze, Microbuze, Troleibuze, Tramvaie si Taxiuri. Rutele autobuzelor interurbane operează către Novosibirsk, Tomsk, Krasnoyarsk, Biysk, Rubtsovsk și alte orașe. De asemenea, există rute de autobuz către orașele din Kazahstan Oskemen, Pavlodar.
Transport aerian
Aeroportul Internațional Barnaul este situat la 16 kilometri vest de centrul orașului. Este deservit de companii aeriene precum Aeroflot, S7, Nordwind, Iraero și Ural Airlines. Are zboruri regulate către Moscova, Novosibirsk, Sfântul Petersburg, Surgut etc.

## Galerie

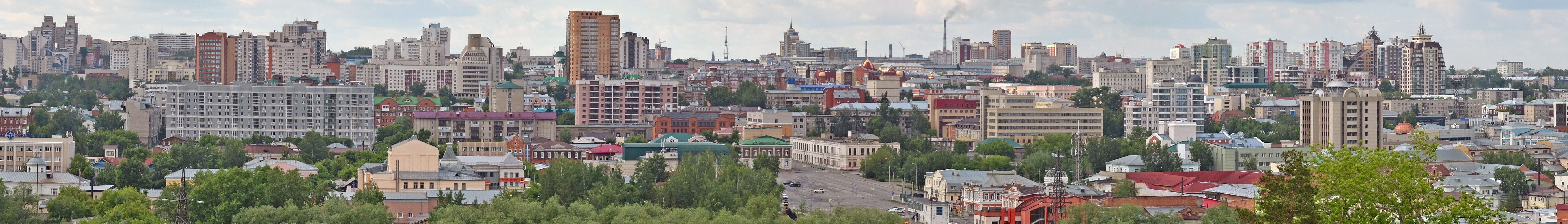
Panoramă a localității

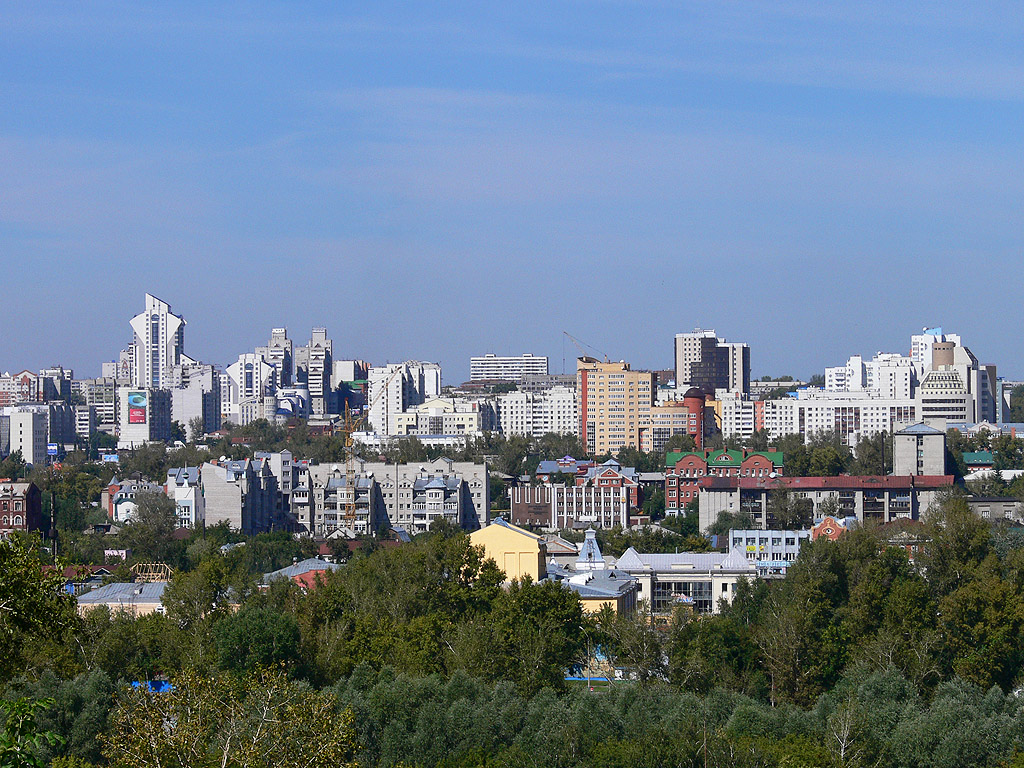
Vadere asupra orașului, din parcul central „Nagorny”
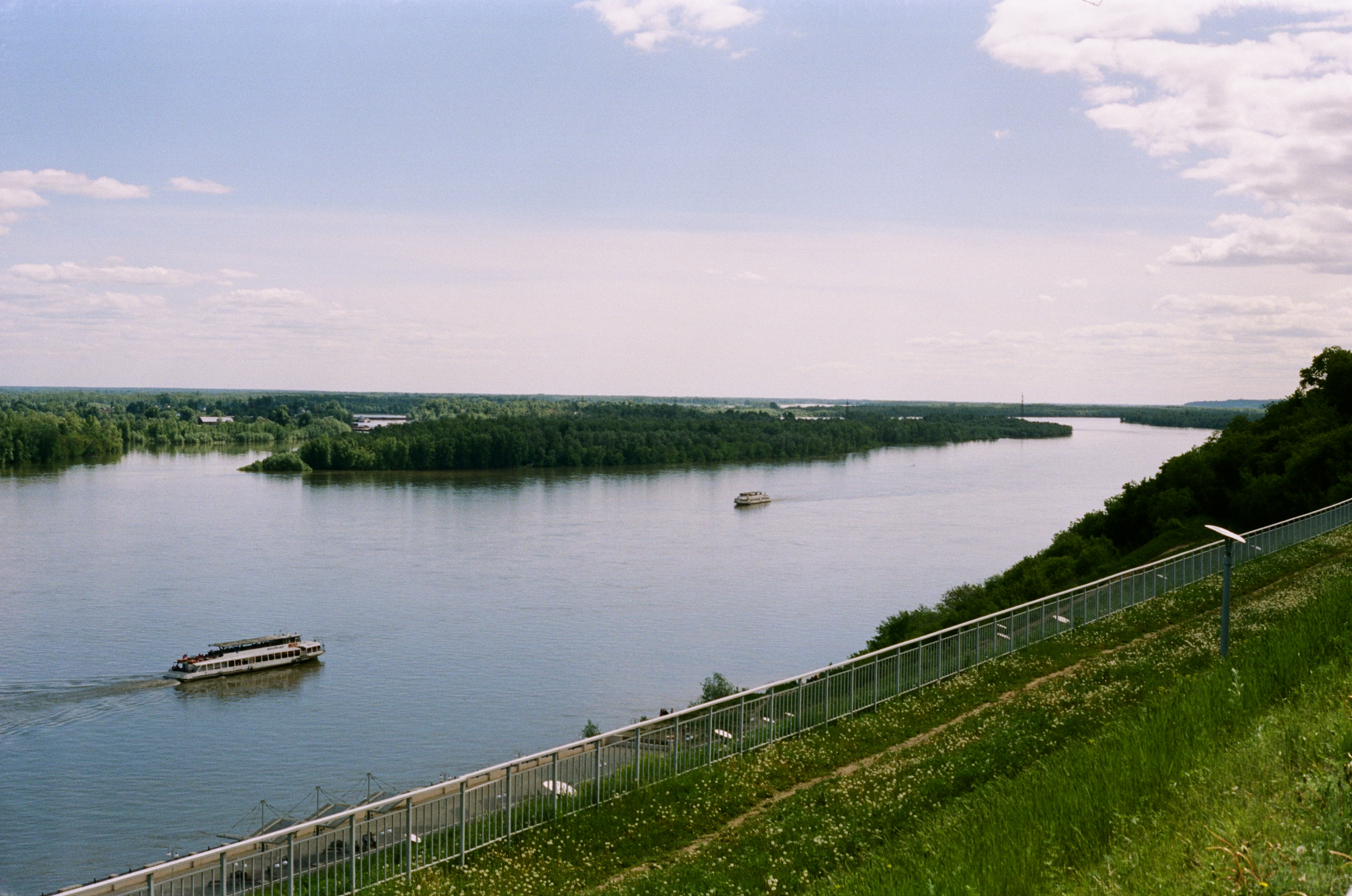
Râul Obi în apropierea orașului
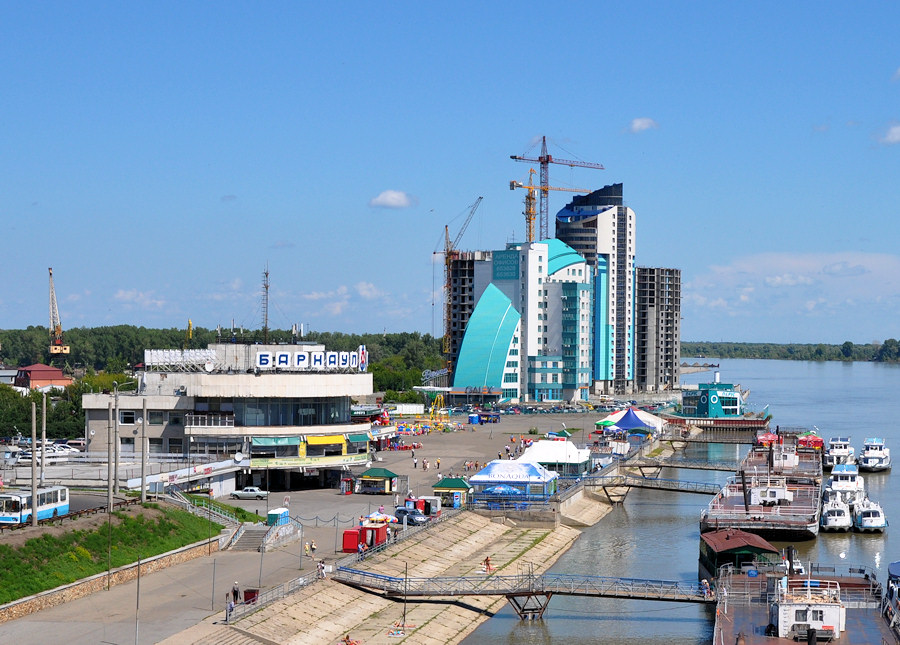
Râul Obi în Barnaul
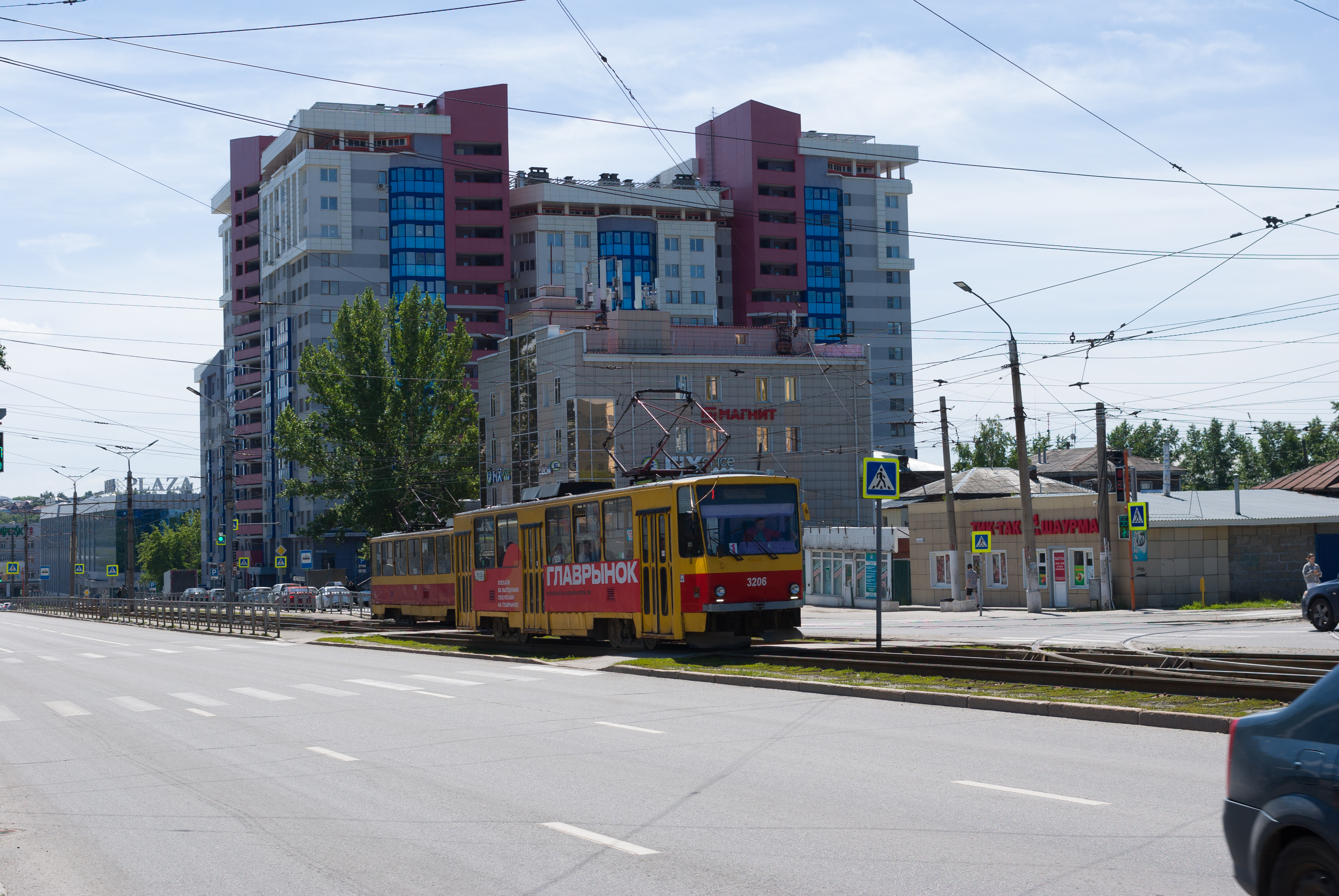
Tramvai din Barnaul (2024)
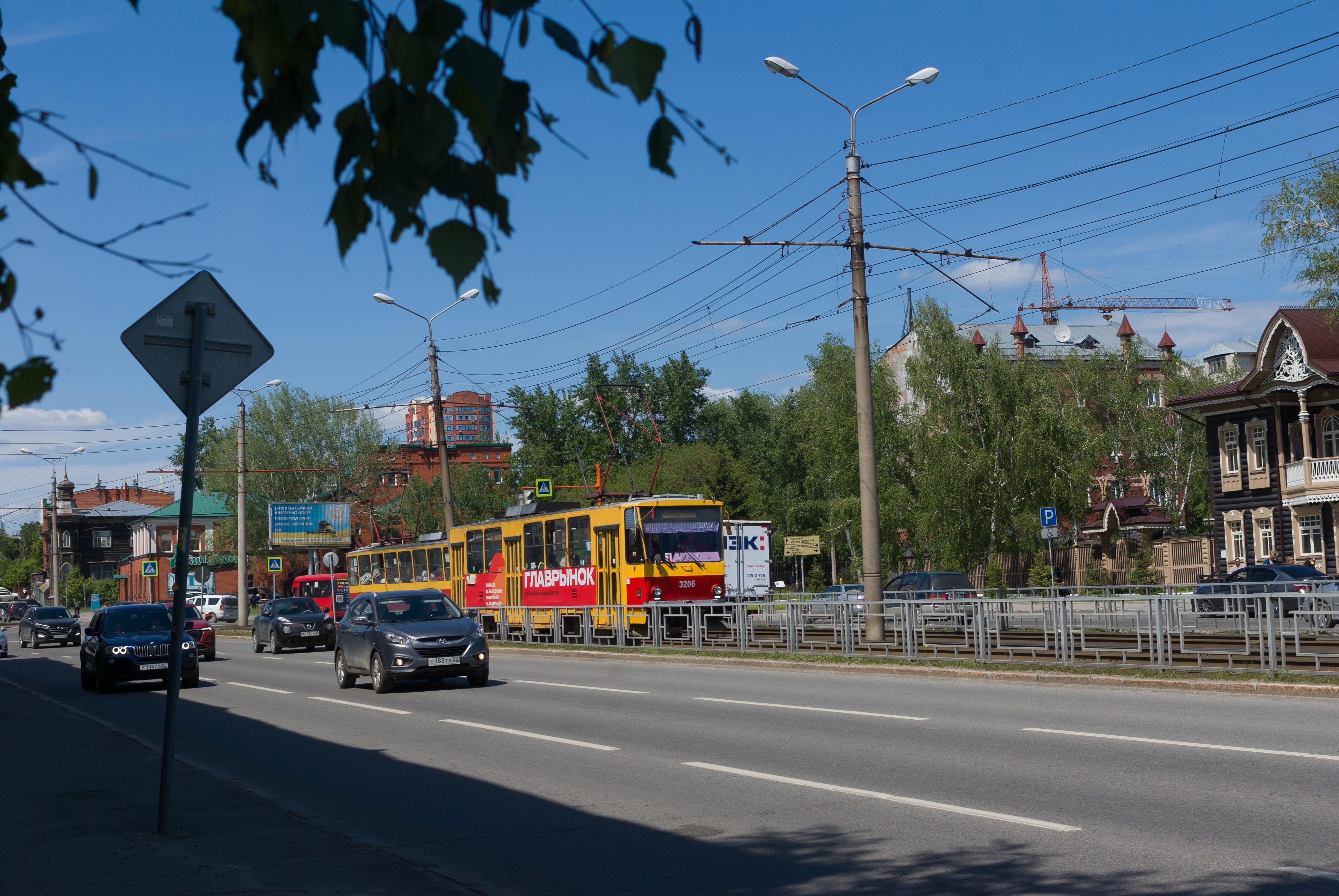
Tramvai din Barnaul (2024)
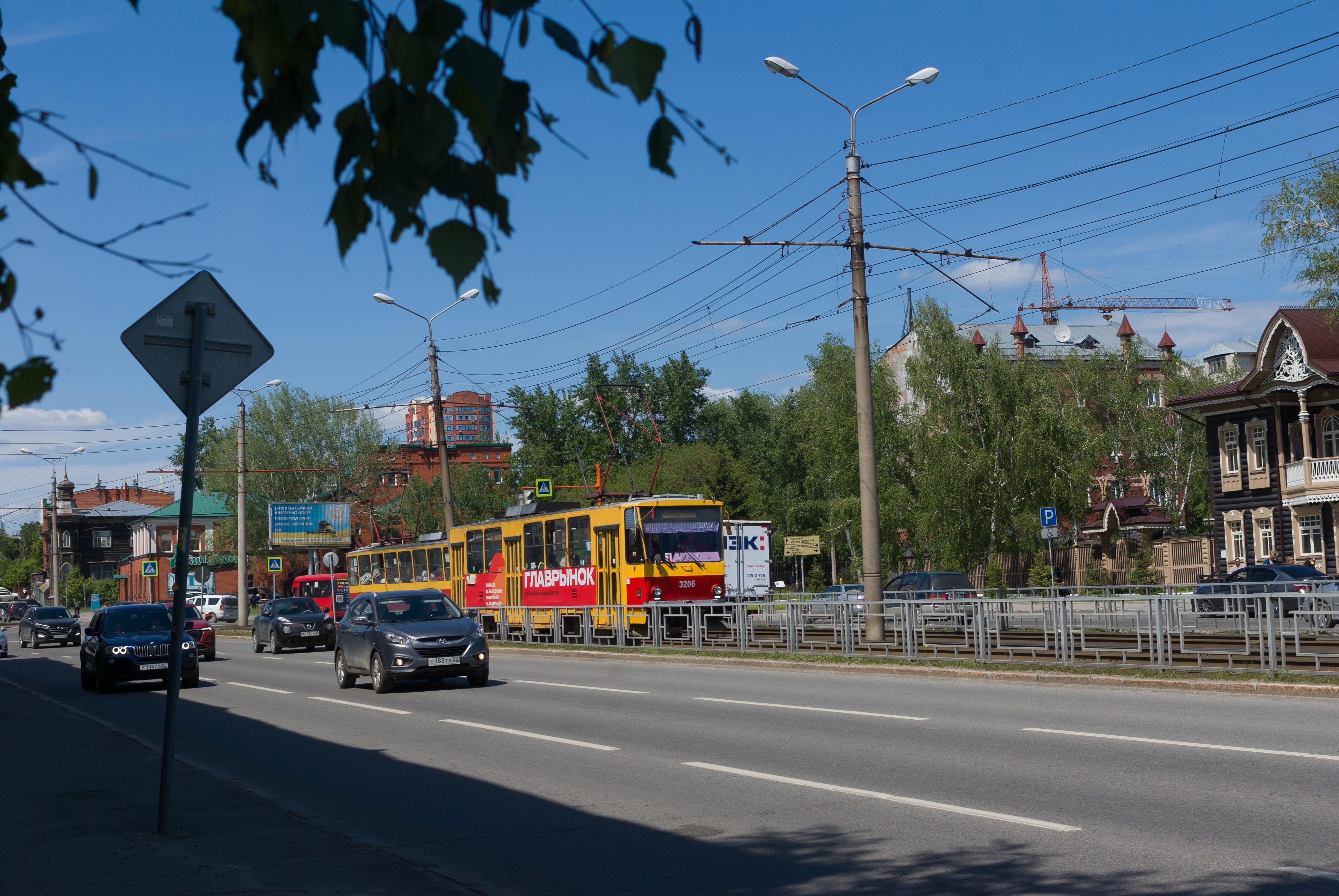
Tramvai din Barnaul (2024)
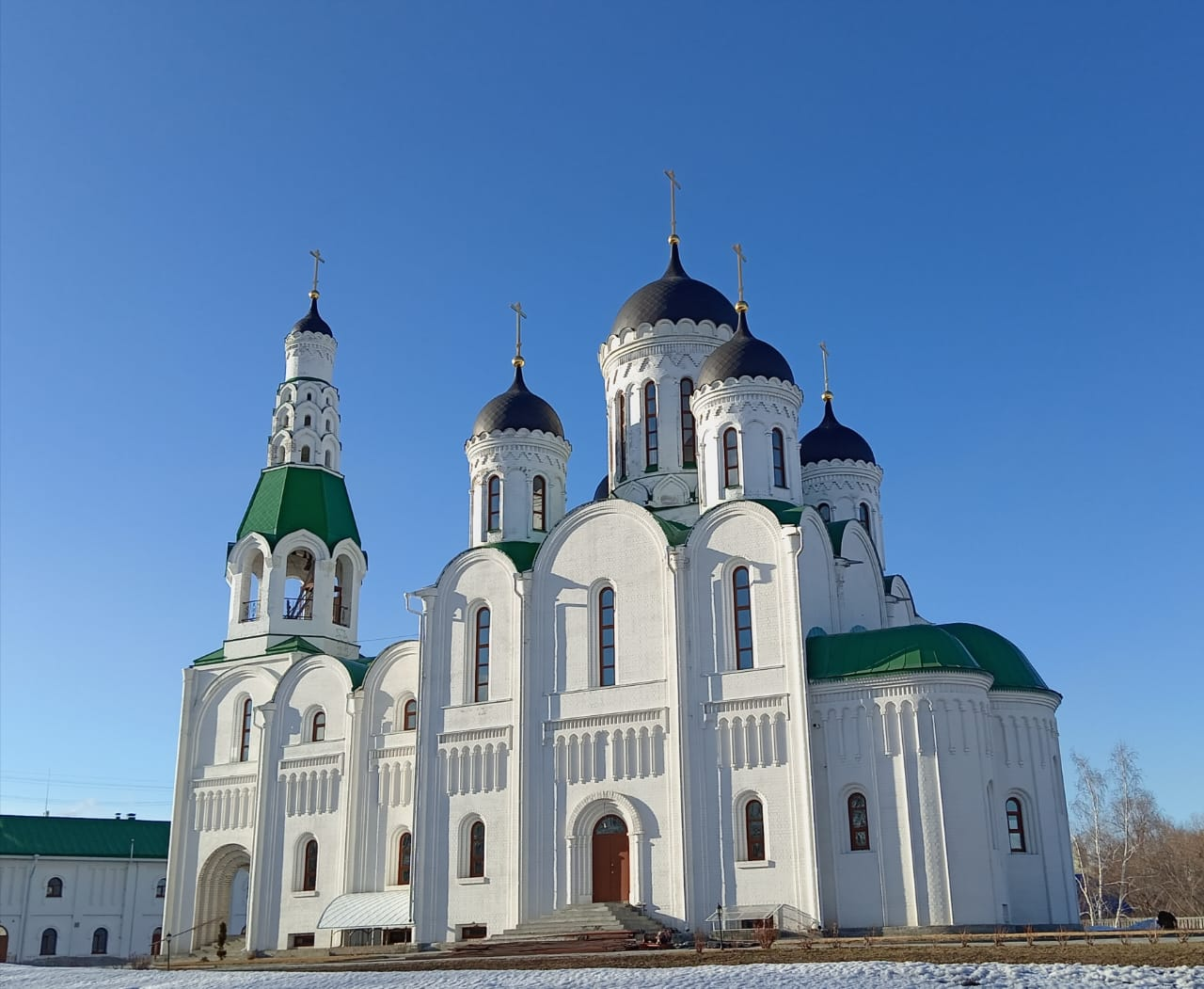
Biserică ortodoxă din Barnaul
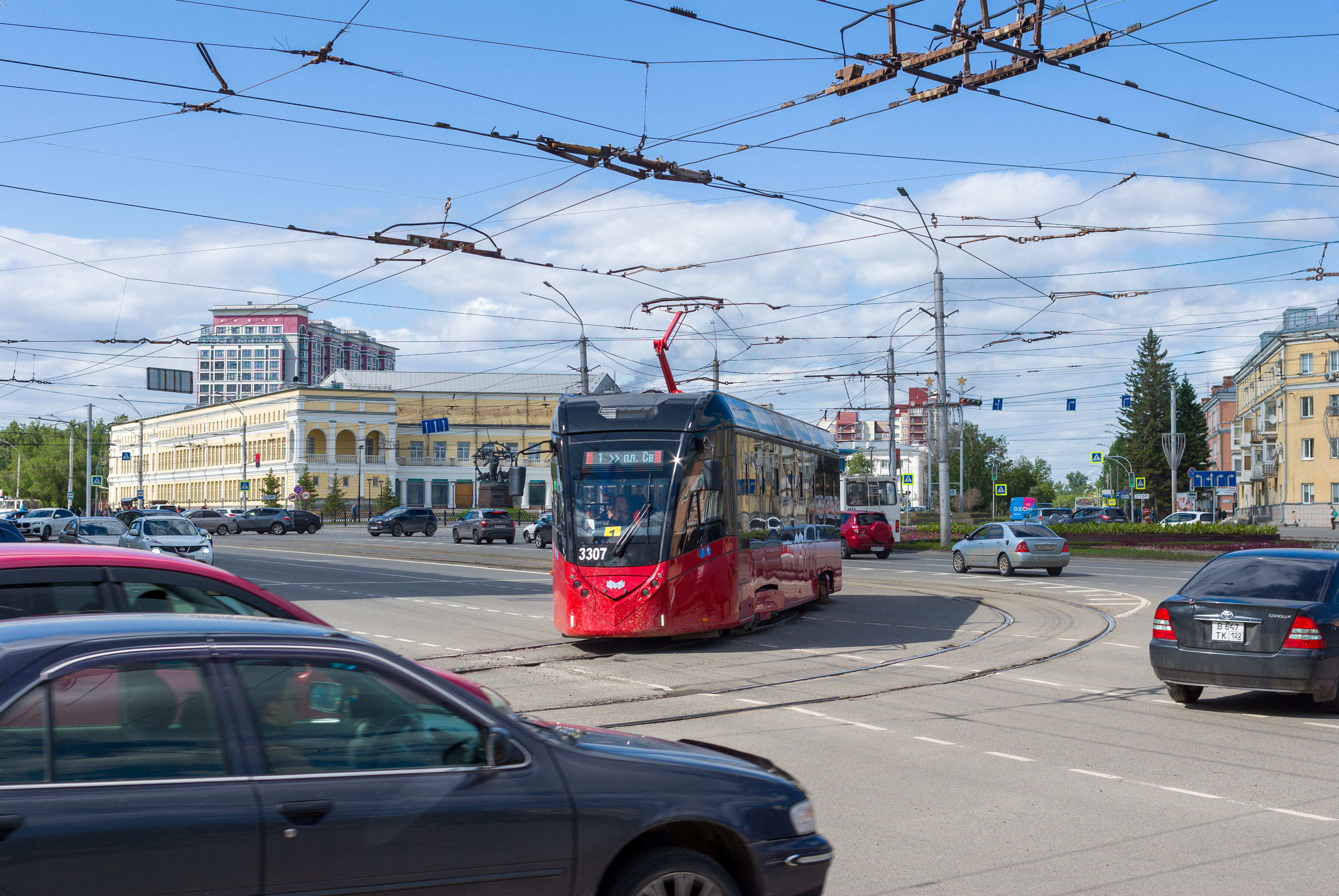
Intersecție din Barnaul

## Personalități marcante
- Alexander von Bunge, botanist, a lucrat la Barnaul

- Maria Butina, presupus agent al Rusiei, și membru al Dumei de Stat

- Aleksey Chuklin, pilot de curse

- Pyotr Kozmitch Frolov, om de știință și inventator

- Valery Kopytov, criminal în serie

- Tatyana Kotova, campioană olimpică la săritura în lungime

- Kirill Marchenko, jucător profesionist de hochei pe gheață NHL

- Julia Neigel, cântăreață, compozitoare

- Ivan Nifontov, campion mondial și medaliat olimpic la judo

- Alexey Novikov-Priboy, scriitor

- Ivan Polzunov, inventatorul, creatorul primului motor cu doi cilindri din lume

- Anastasiia Salos, gimnastă ritmică medaliată europeană și mondială

- Konstantin Scherbakov, pianist

- Sergey Shubenkov, atlet de atletism, campion mondial 2015

- Nadezhda Shuvayeva-Olkhova, campioană olimpică la baschet

- Alexey Smertin, fost căpitan al echipei naționale de fotbal a Rusiei

- Andrei Svechnikov, jucător profesionist de hochei pe gheață NHL

- Evgeny Svechnikov, jucător profesionist de hochei pe gheață NHL și KHL

- Nikolai Yadrintsev, explorator și arheolog, descoperirile includ scenariul Orkhon, capitala lui Genghis Khan, Karakorum

- Mikhail Yakubov, jucător profesionist de hochei pe gheață NHL și KHL

- Mihail Yevdokimov, comedian și fost guvernator al ținutului Altai
- Maxim Zimin, pilot de curse

- Maria Zudilova, mama lui Natalie Wood